# Magnolia shiluensis
Magnolia shiluensis este o specie de plante din genul Magnolia, familia Magnoliaceae. A fost descrisă pentru prima dată de Woon Young Chun și Yeng Fen Wu, și a primit numele actual de la Richard B. Figlar.
Este endemică în Hainan. Conform Catalogue of Life specia Magnolia shiluensis nu are subspecii cunoscute.